# Johann Schneider

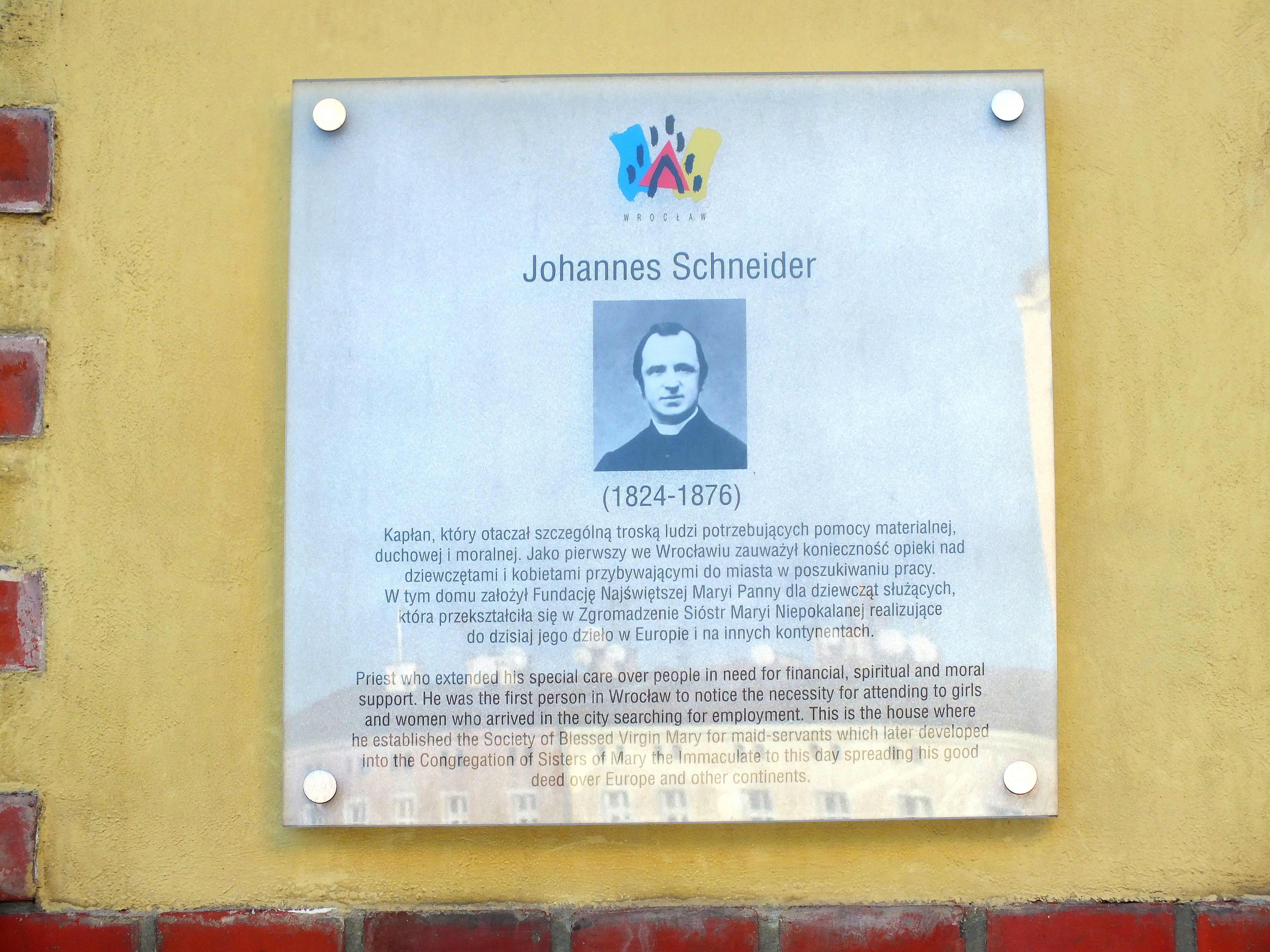
Tablica pamiątkowa na budynku Zgromadzenia Sióstr Maryi Niepokalanej we Wrocławiu

Johann Georg Schneider (również Jan Schneider; ur. 11 stycznia 1824 w Mieszkowicach, zm. 7 grudnia 1876 we Wrocławiu) – niemiecki ksiądz katolicki działający we Wrocławiu, założyciel Zgromadzenia Sióstr Maryi Niepokalanej, Sługa Boży.

## Życiorys
Urodził się w biednej rodzinie, ale dzięki pomocy proboszcza z Rudziczki, gdzie ukończył szkołę podstawową, pobierał naukę w gimnazjum Carolinum w Nysie. W 1845 zdał egzamin maturalny i wstąpił do seminarium duchownego we Wrocławiu, studiując równocześnie teologię na Uniwersytecie Wrocławskim. Studia przerwał w 1848 w związku z powołaniem do służby wojskowej w czasie wydarzeń Wiosny Ludów, ale ostatecznie ukończył je w 1849 i 1 lipca 1849 przyjął święcenia kapłańskie.
Po święceniach pracował kolejno jako wikariusz w Wiązowie (1849–1851), kościele Najświętszej Marii Panny na Piasku we Wrocławiu (1851–1854) i parafii św. Macieja (1854–1876). W tej ostatniej parafii od 1861 do śmierci był proboszczem.
W czasie pracy we Wrocławiu powierzono mu zorganizowanie pomocy ubogiej młodzieży żeńskiej, przybywającej do Wrocławia w poszukiwaniu pracy i zagrożonej demoralizacją. W tym celu założył w 1854 Stowarzyszenie dla Podniesienia Poziomu Moralnego Dziewcząt Służących, zwane Związkiem Maryjnym, początkowo zrzeszające osoby świeckie, a w 1863 przekształcone w zgromadzenie zakonne – Zgromadzenie Sióstr Maryi Niepokalanej, w którym 26 maja 1863 śluby zakonne złożyły pierwsze cztery osoby.
Został pochowany na cmentarzu św. Wawrzyńca, a od 1969 jego grób znajduje się w kościele Najświętszej Marii Panny na Piasku we Wrocławiu.
Jego proces beatyfikacyjny na szczeblu diecezjalnym trwał od 2001 do 2005, następnie wniosek o beatyfikację został przedstawiony Stolicy Apostolskiej.
Życiu i działalności J. Schneidera poświęcono wystawę czasową zorganizowaną przez Centrum Historii Zajezdnia, a wystawianą od 30 VI do 1 XII 2024 we wrocławskiej katedrze. 